# Repionierka
Repionierka (pionierka końcowa, antypionierka) – burzenie obozowiska pod koniec obozu, czyli wybijanie wszystkich gwoździ, rozplecenie pryczy i etażerek, składanie namiotów, wynoszenie żerdzi i zasypywanie terenu ściółką leśną.